# Sabotaż reprodukcyjny
Sabotaż reprodukcyjny lub przymus reprodukcyjny - starania o manipulację stosowaniem środków antykoncepcyjnych przez daną osobę lub podkopywanie czyichś wysiłków na rzecz zapobieżenia niechcianej ciąży. Wśród przykładów takich praktyk znajdują się m.in. zastępowanie pigułek antykoncepcyjnych fałszywymi pigułkami, nakłuwanie prezerwatyw lub diafragm, a także stosowanie gróźb lub przemocy fizycznej w celu uniemożliwienia danej osobie zrealizowania zamiaru zastosowania antykoncepcji. Sabotaż reprodukcyjny może być praktykowany zarówno przez partnera, jak i partnerkę seksualną, lub osobę trzecią.

## Przemoc domowa
Sabotaż reprodukcyjny jest często związany z przemocą fizyczną lub seksualną i przyczynia się do zwiększenia ryzyka zajścia w nieplanowaną ciążę, zwłaszcza wśród nastolatek i ofiar przemocy.
Badania nad sabotażem reprodukcyjnym stosowanym przez mężczyzn wobec kobiet wykazały, że istnieje silna korelacja między występowaniem przemocy domowej i sabotażu reprodukcyjnego. Rezultatem badań było wyróżnienie dwóch kategorii tego zjawiska:
- Sabotaż werbalny: werbalna lub emocjonalna presja na niestosowanie antykoncepcji lub presja na zajście w ciążę.
- Sabotaż behawioralny: użycie siły by zapobiec zastosowaniu antykoncepcji lub by odbyć niezabezpieczony antykoncepcyjnie stosunek seksualny.